# سوريا فينيقيا
سوريا فينيقيا أو فينيقيا سوريا  (باللاتينية: Syria Phoenice) هي إحدى المقاطعات الرومانيّة في شرق المتوسط التي تأسست في نهاية القرن الثاني، حيث كانت بالأصل جزءاً من مقاطعة سوريا، حيث قام الإمبراطور سيبتيموس سيفيروس بتقسيم الأخيرة إلى جزء شمالي هو سوريا الجوفاء، وجزء جنوبي هو سوريا فينيقيا.
أصبحت سوريا فينيقيا فيما بعد جزءًا من الأبرشيّة المشرقيّة التابعة للإمبراطوريّة البيزنطيّة ابتداءً من عام 400 تقريبًا بعد أن انقسمت إلى مقاطعتين: فينيقيا الأولى (فينيقيا الساحليّة) وفينيقيا اللبنانيّة.

## المدن
كانت صور عاصمةً لهذه المقاطعة، إلا أن الإمبراطور إيل جبل جعل من موطنه حمص عاصمةً مشتركةً، إلى أن انقسمت إلى مقاطعتين في القرن الرابع. امتدت أراضي هذه المقاطعة في الفترة الرومانية على طول الساحل اللبناني الحالي لتشمل مدن بيروت وطرابلس وصيدا، بالإضافة إلى مدن الداخل السوري مثل دمشق وتدمر.